# Scottish Open 1965
Die Scottish Open 1965 waren die 46. Austragung dieser internationalen Meisterschaften von Schottland im Badminton. Sie fanden Anfang des Jahres in Edinburgh statt.

## Finalresultate
| Disziplin    | Sieger                         | Finalist                          | Ergebnis            |
| ------------ | ------------------------------ | --------------------------------- | ------------------- |
| Herreneinzel | Richard Purser                 | Robert McCoig                     | 15–8, 15–10         |
| Dameneinzel  | Muriel Ferguson                | Yvonne Kelly                      | 9–12, 11–8, 11–8    |
| Herrendoppel | Robert McCoig Frank Shannon    | David Horton Michael Rawlings     | 10–15, 15–11, 15–11 |
| Damendoppel  | Catherine Dunglison Wilma Reid | Yvonne Kelly Joan McCandless      | 15–7, 15–3          |
| Mixed        | Robert McCoig Wilma Reid       | Mac Henderson Catherine Dunglison | 15–11, 8–15, 15–5   |